# Amphilius platychir
Amphilius platychir е вид лъчеперка от семейство Amphiliidae. Видът не е застрашен от изчезване.

## Разпространение и местообитание
Разпространен е в Гамбия, Гвинея, Гвинея-Бисау, Кот д'Ивоар, Либерия и Сиера Леоне.
Обитава сладководни басейни, реки и потоци.